# Gejd
En gejd (i plural gejder) eller en ledskena är en skena som används antingen för att styra en maskindels fram- och återgående rörelse, t.ex. en pistong, utdragslåda eller hisskorg, eller för att styra en raket under starten. Ordet, som är lånat ur engelskans guide ’vägvisare’, förekommer i svenskan sedan 1871 och är alltså till ursprunget identiskt med ordet guide.